# Смеловский сельский совет (Бильмакский район)
Смеловский сельский совет (укр. Смілівська сільська рада) — входит в состав Бильмакского района Запорожской области Украины.
Административный центр сельского совета находится в с. Смелое.

## Населённые пункты совета
- с. Смелое
- с. Самойловка
- с. Светлое
- с. Червоноселовка